# Reggaeton

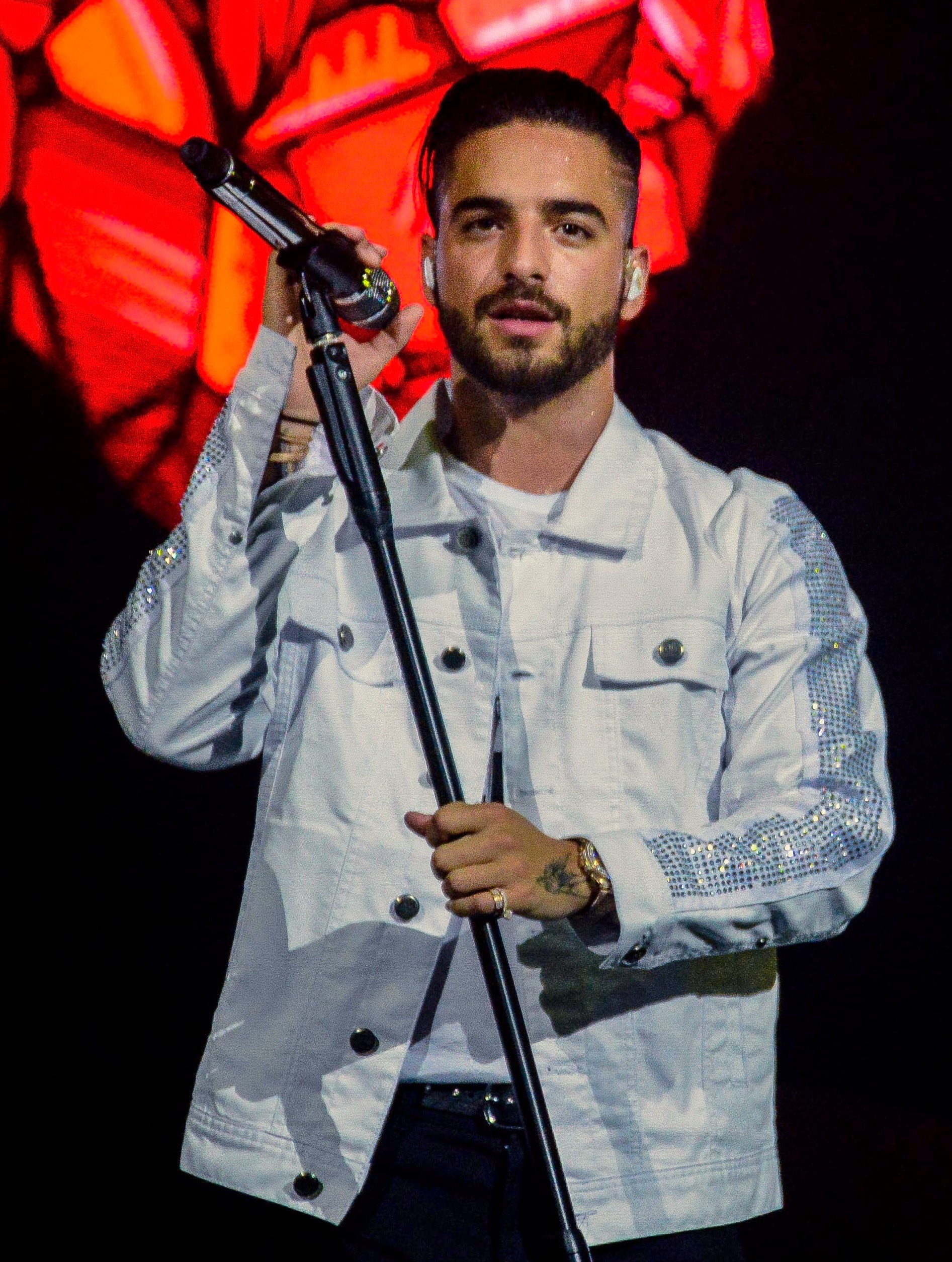
Maluma, en av Colombias största reggaeton-artister.

Reggaeton (även stavningarna reggaetón och reguetón förekommer på spanska) är en musikgenre med influenser från främst reggae/dancehall, electronica, US-rap och latinamerikanska musikstilar.
Den karaktäristiska rytmen som kännetecknar genren kallas Dembow, och refererar till Shabba Ranks låt "Dem Bow" som först gjorde rytmen populär i tidigt 1990-tal. Idag associeras genren oftast med Puerto Rico, eftersom det var här som den fick sitt starkaste fäste och dessutom är det landet som en större del av genrens stjärnor kommer ifrån. Men Panama betraktas generellt som landet där reggaeton uppstod, fastän det finns en viss diskussion kring musikens rötter då det experimenterades väldigt mycket i hela detta område under denna period. Det var för att särskilja den från all den spanska reggaen som då producerades som genren fick sitt namn under mitten av 1990-talet i Puerto Rico, men även Colombia sägs ha haft inflytande på dagens reggaeton.
Storleksmässigt matchas reggaeton närmast av den indiska bhangramuffin som också hittat en egen, unik stil tack vare musikalisk korsbefruktning. I Latinamerika lades electronica till den spansk- eller portugisiskspråkiga dancehall och rap som redan fanns. De latinamerikanska musikstilarna bomba, plena, merengue, bachata, cumbia och mambo har också spelat en stor roll. En av de mest framgångsrika reggaeton-grupperna är Trébol Clan.
Reggaeton som dans har sin bas i de latinamerikanska afrodanserna, inspirerad av reggae och med influenser från hiphop. Dansen bygger på en kombination av rörlighet och tydlighet med fokus på kroppens centrum. Grundsteget "Basic" är ett dubbelsteg med contractions.

## Svensk reggaeton
Gruppen Tristes Tigres var pionjärer inom reggaeton i Skandinavien. Gruppen startades av Patrik Bolling Ferrel, Jhon Po och Miguel La Bamba 2002. År 2004 producerade gruppen låten "Reggaetengue" som släpptes på albumet "Jade Fever" av Ayesha. Gruppen producerades av Dj Krusty och Masse från The Salazar Brothers. Tristes Tigres var både ett band och ett soundsystem. Gruppen blev på ett tragiskt vis decimerad den 7 november 2007 när rapparen Patrik Bolling Ferrel blev dödad på Stureplan i Stockholm. Debutalbumet "Tropical Depression" släpptes den 8 augusti 2008 och innehöll gruppens mest kända låt "Poco a poco" som var ett samarbete med två av de främsta pionjärerna inom genren, Sir Speedy och Dj Blass från Puerto Rico. Miguel La Bamba meddelade i augusti 2009 att Tristes Tigres var splittrat.
Topaz Sound har en svensk label som en producerar reggaeton, har även släppt en VA-serie med kubansk reggaeton under namnet Cubaton.
DJ Krusty är en svensk reggaetonproducent, under Creation Sound.
Lady V är en svensk reggaetonartist och den enda kvinnliga.
El Primo är en svensk reggaetonartist. Han är kusin till Dogge Doggelito, som också har gjort ett par reggaeton-låtar. 
Advance Patrols musik har inspirerats av reggaeton. 
Forró do Simão är en svensk-latinsk popgrupp med medlemmar från Sverige och Latinamerika. Musiken är inspirerad av Reggaeton, forró och bossa nova.
2009 tävlade tonårstrion Next3 i melodifestivalen med reggaetonlåten "Esta Noche".
Reggaetonklubbar och DJ:ar:
Spanish Harlem kallades den första reggaetonklubben i Sverige, och drevs av Dj Krusty på restaurang Bonden i Stockholm runt 2005.
Klubb Fuego drevs av Martin Bentancourt, artist och dj, numera känd som programledare i SR Metropol. Klubbens existens blev inte så långvarig men många kända namn spelade där, bland andra Masse från The Salazar Brothers.
Club Dem Bow som är baserad i Stockholm och startades den 3 juli 2006 av Dj El-Bravo, Dj T-Killah samt Dj StaC. Klubbens musikinriktning är reggaeton dancehall, r&b och hip-hop och varit enligt många den mest framgångsrika klubben i sitt slag. 2010 drevs den enbart av Dj El-Bravo efter att övriga ansvariga beslutat att hoppa av projektet år 2007.
Klubbens nuvarande hemsida: 
Övriga dj:ar och producenter: Jhon Pó, producent och före detta medlem i gruppen Tristes Trigres, Dj Dario känd från salsaklubben El Barrio som numera har inlett samarbete med klubben Clandestino samt Dj Roka som spelar reggaetonmusik på La Isla i Stockholm.
Från mitten av 2010-talet är reggaeton återigen på uppstigning, med artisten Tarequito i spetsen. Tarequitos musik är, förutom reggaeton med svensk text, också som helhet latino - med inslag av bland annat merengue och mambo. Skiljelinjerna mellan de urbana, afrokaribiska rytmerna suddas alltmer ut och artister inom svensk dancehall och reggae som Dani M och Näääk & Nimo har gjort närmanden till reggaeton - med låtar som Nån annan och Allt för dig.